# Martin Heuckeroth
Jacob Martin Severinum Heukeroth (Amsterdam, 17 april 1853 – aldaar, 19 maart 1936) was een Nederlands violist en dirigent.

## Levensloop
Heukeroth groeide op binnen het gezin van Jacob Heuckeroth en Jacoba Elisabeth Schenk. Vader was trompettist in het Parkorkest van Willem Stumpff en verzamelde antieke muziekinstrumenten. De gehele familie Heuckeroth is doordrenkt door muziek. Hijzelf huwde in 1884 makelaarsdochter Sophia Boele. Zoon Richard Heuckeroth werd cellist en dirigent, dochter Jacoba was harpiste, zoon Jacob altist en later harpist in het Residentieorkest. Hij werd begraven op Zorgvlied. Hij was sinds 1933 ridder in de Orde van Oranje-Nassau.
Zijn muzikale opleiding op diverse strijk- en blaasinstrumenten kreeg hij in eerste instantie van zijn vader. De jongen koos toch voor viool en studeerde verder bij diverse leden van het Parkorkest, onder wie Jan Hřímalý, Emanuel Wirth en Carl Baijer (violist van de Fransche Schouwburg Den Haag). Hij kreeg ook enige tijd les van Daniël de Lange, Jacob David Henriques de la Fuente en Jacob Kwast uit Purmerend, de vader van Albert Kwast, met name compositieleer. Al op zestienjarige leeftijd kon Heuckeroth meespelen met het Parkorkest en werd tweede concertmeester naast Willem Kes. Hij pakte toen ook het dirigeren op met het orkest van de Stadsschouwburg en het operettegezelschap van Gustave Prot & Zn. In 1889 trok Heuckeroth naar Den Bosch, alwaar hij kapelmeester werd van het orkest van de schutterij en docent werd aan de muziekschool.
In 1892 haalde Willem Kes hem weer naar Amsterdam om plaats te nemen in het Concertgebouworkest. Na een jaar vertrok hij weer, ditmaal naar de Arnhemsche Orkest Vereeniging om daar dirigent te worden. Hij was daar opvolger van de eerdergenoemde Albert Kwast. Officieel bestond het orkest uit twee orkesten: een orkest gericht op het symfonisch repertoire en een orkest gericht op harmoniemuziek. Het peil van het orkest was weggezakt doordat een aantal musici met Kwast was meevertrokken. Bovendien had Heuckeroth (daar) een grotere belangstelling voor het symfonisch repertoire dan voor dat voor harmonieorkest. Het leidde regelmatig tot conflicten tussen dirigent en bestuur. Maar het leidde ook tot een aantal concerten waarover nog jaren gesproken zou worden. Ten eerste waren dat de uitvoeringen van de Symfonie nr. 9 van Ludwig van Beethoven en een serie van alle symfonieën van Beethoven daarna. Ten tweede was dat de Nederlandse première op 17 oktober 1903 van de derde symfonie van Gustav Mahler, vlak voordat de componist het zelf zou dirigeren bij het Concertgebouworkest in Amsterdam. De Arnhemsche Orkest Vereeniging kon dat zelf overigens niet bemannen, leden van het Utrechts Symfonie Orkest werden ingeschakeld. Er waren meer dan zeshonderd uitvoerenden bij betrokken. De harmonieconcerten liet Heuckeroth steeds meer over aan Cornelis Jacob Mulder, zelf altist. Die tak zou in de loop der jaren verzwakken. In die tijd richtte hij tevens het Arnhems Mannenkoor op. In 1904 vroeg hij vrijstelling voor harmonieconcerten, kreeg die niet en vertrok. Hij werd opgevolgd door degene die hij had opgevolgd, Albert Kwast.
Heuckeroth vertrok weer naar Amsterdam en werd opnieuw tweede dirigent in Amsterdam, nu onder Willem Mengelberg. Na het seizoen 1907/1908 vertrok hij alweer en werd opgevolgd door Cornelis Dopper. Hij werd nadat hij meegewerkt had aan de oprichting van de Nederlandsche Opera in het Rembrandttheater, dirigent-directeur aldaar. Hij was voorts betrokken bij het stedelijk orkest van Purmerend (1922-1926, zijn zoon vanaf 1928) en studentenfanfare De Dietsche Blaezers.
In 1915 richtte hij samen met zoon Jacob Richard Heuckeroth (ook musicus) en Jacques Heinrich Sluyter een handelsvennootschap op om het Rozentheater te exploiteren. In 1928 werd een serenade gehouden voor zijn 75ste verjaardag, er was een orkestoptocht van het Leidseplein tot aan de Reguliersgracht 56 (woning Heuckeroth). Een portret van hem gemaakt door Jan Goedhart hangt sinds 1933 in het Concertgebouw.
Op 17 april 1953 stond het Concertgebouworkest even stil bij de honderdste verjaardag van zijn geboortedag.
Van zijn hand verscheen een aantal composities:
- Aan Floralia (voor tentoonstelling Floria, tiende verjaardag van Wilhelmina der Nederlanden
- Intermezzo
- Erica voor mannenkoor
- Een mars voor vreemdelingenverkeer in Arnhem
- Het Hollands duin voor bariton en piano (uitgevoerd in januari 1895).